# Дашбулаг
Астхашен (вірм. Աստղաշեն), Дашбулаг (азерб. Daşbulaq) — село у Аскеранському районі Нагірно-Карабаської Республіки. Село розташоване на ділянці Степанакерт — Дрмбон траси «Північ — Південь». Поруч розташовані села Даграв, Ханцк та Іліс.

## Пам'ятки
- В селі розташована церква Св. Геворга (XVIII ст.), гробниці II-I тисячоліття до н. е. та джерело 1930 р.